# 天神巷
22°11′39″N 113°32′33″E / 22.1940762°N 113.5423955°E
天神巷（葡萄牙語：Travessa dos Anjos），位於澳門水坑尾街及白馬行街之間。街道長160米、寬4米，形狀呈L字形。在新馬路開通之前，是重要的東西向道路。由於鄰近數家學校以及有數家電子遊戲機中心，故成為青少年流連的地方。

## 早年歷史
1869年命名。因街名有接近天神（天使），可得庇佑之意，此後多有中葡富商遷入。由於昔日是來往南灣、水坑尾及板樟堂、營地街、關前街、北灣一帶商業區的必經之路，故巷中洋人絡繹不絕，當時華人稱洋人為「鬼仔」，天神巷因此而被稱為「鬼仔巷」。

## 著名大宅

### 宋家大宅
本巷三十七號為宋家大屋，中國著名現代作家魯迅夫人許廣平生母宋氏出生於此。1915年11月，朱執信來澳居於此，秘密設立討伐龍濟光軍事指揮機構，並發展中華革命黨組織。現大屋僅有正立面、趟櫳門得以保留。

### 王家大宅
富商王祿，是澳門早期博彩業經營者，也是清平戲院東主。他在天神巷建有積善堂，並建善慶圍（Pátio do Banco）及連丁里（Beco da Carpideira），以慶祝其第十子出生。圍內有十二楝大宅，供其妻室居住。其子棣是澳門著名買辦，亦修昇平里，（Pátio do Comprador），即買辦圍之意。
後來由於家道中落，大宅建築逐漸售出。1932—38年，以及抗日戰爭期間（1942—43年），王祿、王棣家族的部分房屋曾租給濠江中學辦學。

### 曹家大宅
曹家大宅位於天神巷近伯多祿局長街街口，分別向兩條街道開門，建有二、三十間房屋。其主人為華商、工業家曹有。1940-50年代曹家衰落後丟空至1980年代拆卸。現為信達城商場。

## 其他學校
廣州執信學校小學部遷到24號，1981年，聖若瑟教區中學在43號建立第二、第三校。